# Mečislovas Leonardas Paliulionis
Mečislovas Leonardas Paliulionis (Smilgiai, 19 novembre 1834 – Kaunas, 2 maggio 1908) è stato un vescovo cattolico lituano.

## Biografia
Fu eletto vescovo di Samogizia nel 1883 e fu consacrato nella chiesa di Santa Caterina a San Pietroburgo dal vescovo Szymon Marcin Kozłowski. Si spense nella sua sede episcopale nel 1908.

## Genealogia episcopale e successione apostolica
La genealogia episcopale è:
- Cardinale Scipione Rebiba
- Cardinale Giulio Antonio Santori
- Cardinale Girolamo Bernerio, O.P.
- Vescovo Claudio Rangoni
- Arcivescovo Wawrzyniec Gembicki
- Arcivescovo Jan Wężyk
- Vescovo Piotr Gembicki
- Vescovo Jan Gembicki
- Vescovo Bonawentura Madaliński
- Vescovo Jan Małachowski
- Arcivescovo Stanisław Szembek
- Vescovo Felicjan Konstanty Szaniawski
- Vescovo Andrzej Stanisław Załuski
- Arcivescovo Adam Ignacy Komorowski
- Arcivescovo Władysław Aleksander Łubieński
- Vescovo Andrzej Stanisław Młodziejowski
- Arcivescovo Kasper Kazimierz Cieciszowski
- Vescovo Franciszek Borgiasz Mackiewicz
- Vescovo Michał Piwnicki
- Arcivescovo Ignacy Ludwik Pawłowski
- Arcivescovo Kazimierz Roch Dmochowski
- Arcivescovo Wacław Żyliński
- Vescovo Aleksander Kazimierz Bereśniewicz
- Arcivescovo Szymon Marcin Kozłowski
- Vescovo Mečislovas Leonardas Paliulionis

La successione apostolica è:
- Arcivescovo Bolesław Hieronim Kłopotowski (1897)
- Vescovo Karol Antoni Niedziałkowski (1897)
- Vescovo Kasper Felicjan Cyrtowt (1897)
- Vescovo Anton Karaś (1907)